# بورت دو لا فيلات (مترو باريس)
بورت دو لا فيلات (بالفرنسية: Porte de la Villette)‏ هي محطة مترو تابعة لمترو باريس تقع في فرنسا في الدائرة التاسعة عشرة في باريس.[بحاجة لمصدر]